# Jeremy Bonderman
Jeremy Allen Bonderman (* 28. Oktober 1982 in Kennewick, Washington) ist ein ehemaliger US-amerikanischer Baseballspieler in der Major League Baseball (MLB) auf der Position des Pitchers.

## Karriere

### Anfänge
Jeremy Bonderman wurde während seiner Zeit an der Highschool im MLB Draft 2001 von den Oakland Athletics an 26. Stelle ausgewählt. In Oakland kam er allerdings zu keinem Einsatz und wurde ein Jahr später am 6. Juli 2002 zusammen mit Carlos Peña und Franklyn Germán zu den Detroit Tigers getradet. Als er dort schließlich sein Debüt in der MLB im Spiel gegen die Minnesota Twins gab, war er 20 Jahre alt. Danach folgten weitere Einsätze doch in seiner ersten Saison, der Saison 2003, hatte er letztlich eine schlechte Bilanz von sechs Wins und 19 Loses aufzuweisen. In der letzten Woche der Saison wurde er nicht mehr eingesetzt, damit er nicht der erste Spieler seit 23 Jahren sein musste, der in einem Jahr 20 Loses kassierte. 2004 spielte er schon viel besser als im Jahr zuvor und hatte am Ende eine Bilanz von 11–13 Wins.

### World Series 2006
2005 war er der Opening Day Starting Pitcher der Tigers und somit der jüngste Spieler, dem diese Ehre zuteilwurde, seit Dwight Gooden 1986. Insgesamt warf er schließlich noch besser als in der Saison davor (14–13 Wins). Eines seiner besten Jahre folgte dann 2006, in dem er 14–8 Wins hatte und in den Playoffs gegen die New York Yankees das entscheidende Spiel gewann. Danach gelang ihm mit den Tigers sogar der Einzug in die World Series, welche aber gegen die St. Louis Cardinals verloren wurde. Im Jahr danach konnte er seine Leistungen nochmals steigern und wäre beinahe ins All-Star Team berufen worden.

### Verletzung und Free Agency
Die Saison 2008 verpasste Bonderman aufgrund eines Thrombus komplett. Von dieser Krankheit erholte er sich nur langsam und kam auch in der Saison 2009 nur auf wenige Einsätze, da er aufgrund dieser immer wiederkehrende Schmerzen in der Schulter hatte. Erst während der Spielzeit 2010 kam er wieder zu regelmäßigen Einsätzen. So durfte er 29 Mal von Beginn an spielen und kam dabei auf einen ERA von 5.53. Nach Ende der Saison wurde er zum Free Agent. Danach berichtete die Zeitung The Plain Dealer, dass die Cleveland Indians es in Erwägung ziehen würden ihn zu verpflichten. Doch dieses Gerücht bestätigte sich nicht und so blieb er seitdem vereinslos.